# Rosa majalis
Rosa majalis Herrm. (sin. R. cinnamomea sensu L. 1759, non 1753; R. cinnamomea auct. non L.; "cinnamon rose"; "double cinnamon rose") es una especie fanerógama de arbusto caduco del género Rosa, de los bosques nativos de Europa y Siberia.

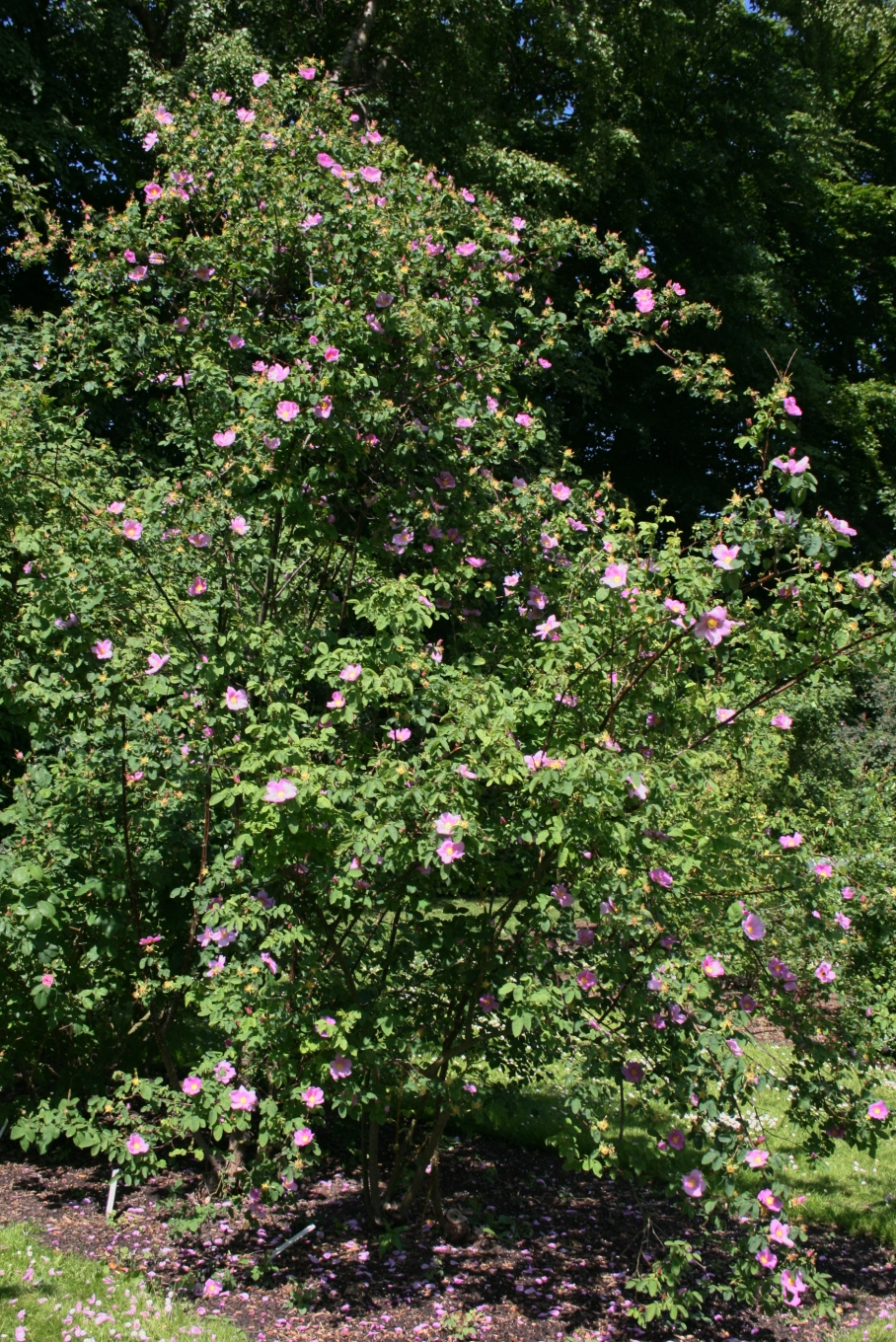
Rosa majalis

## Descripción
Crece hasta 2 m y da cinorrodones comestibles ricos en vitamina C, que se emplean igual que otras especies de fármacos.

## Taxonomía
Rosa majalis fue descrita por Johann Hermann y publicado en De Rosa 8. 1762.
Etimología
Rosa: nombre genérico que proviene directamente y sin cambios del latín rosa que deriva a su vez del griego antiguo rhódon,, con el significado que conocemos: «la rosa» o «la flor del rosal»
majalis: epíteto latíno que significa "de mayo".
Sinonimia
- Rosa balloniana Kirschl.
- Rosa cinnamomea (L. 1759)
- Rosa collincola Ehrh.
- Rosa fischeriana Besser ex Link
- Rosa foecundissima Münchh.
- Rosa fraxinifolia Borkh.
- Rosa granulosa R.Keller
- Rosa microphylla Willd. ex Spreng.
- Rosa olgae Chrshan. & Barbar.
- Rosa pavlovii Chrshan.
- Rosa spinosissima Rydb.
- Rosa willdenowii Spreng.[3]